# 臺中市政府環境保護局

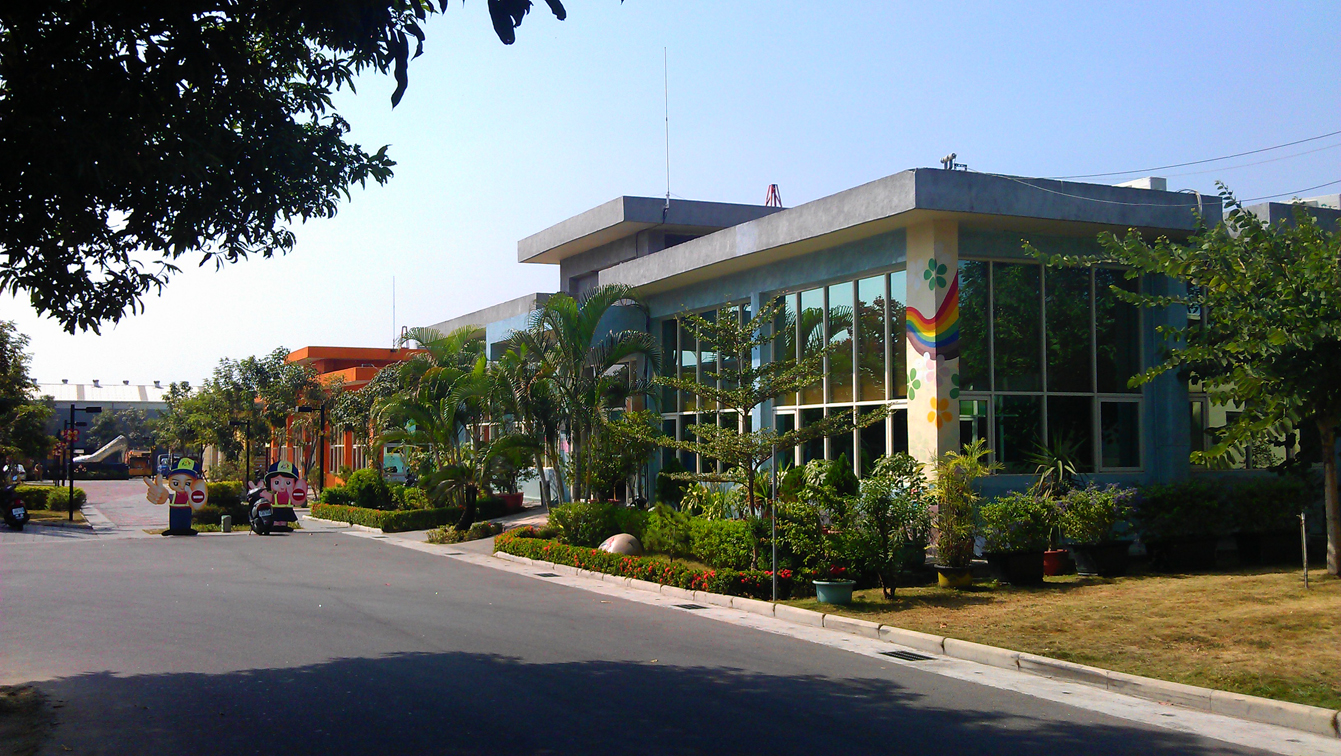
位於西屯區的環保局清淨園區

臺中市政府環境保護局（簡稱臺中市環保局）是中華民國臺中市政府所屬的一級行政機關，局址位於西屯區。負責臺中市環境保護的相關業務。

## 沿革
- 1984年9月，由臺中市政府衛生局第二課專門掌理環境保護業務。
- 1988年9月1日，奉臺灣省政府命令，臺中縣政府與臺中市政府分別成立「臺中縣環境保護局」、「臺中市環境保護局」（設在中區民權路100號）。
- 2003年1月，臺中市環保局搬遷至臺中市政府第二辦公大樓（原永琦百貨台中店）。
- 2010年12月25日臺中市縣合併，臺中縣市環保局合併為「臺中市政府環境保護局」，局本部設在臺中州廳辦公區與臺中市政府都市發展局合署辦公。
- 2020年7月13日，臺中市環保局與臺中市都發局搬遷至鄰近臺灣大道市政大樓的文心第二市政大樓（原臺中市警察局文心路廳舍）合署辦公。

## 組織架構
設置局長、副局長（2名）、主任秘書以及專門委員各一名
行政業務部門
- 綜合計劃科
- 空氣品質及噪音管制科
- 水質及土壤保護科
- 廢棄物管理科
- 環境檢驗科
- 環境衛生及毒化物管理科
- 清潔隊管理及勞工安全科
- 環境工程科
- 環境設施大隊
- 環境稽查大隊
- 秘書室
- 人事室
- 會計室
- 政風室

清潔隊
- 28區清潔隊

相關園區
- 外埔綠能生態園區（委外）
- 烏日焚化廠
- 后里焚化廠
- 文山焚化廠
- 寶之林家具再生中心

## 歷任局長
臺中直轄市時期
| 任別 | 姓名   | 就職時間       | 卸任時間       | 備註                           |
| ---- | ------ | -------------- | -------------- | ------------------------------ |
| 1    | 劉邦裕 | 2010年12月25日 | 2014年3月19日  |                                |
| 代理 | 黃崇典 | 2014年3月20日  | 2014年12月24日 | 臺中市政府低碳辦公室執行長代理 |
| 2    | 洪正中 | 2014年12月25日 | 2016年4月30日  |                                |
| 代理 | 白智榮 | 2016年4月30日  | 2017年1月16日  | 原臺中市政府水利局副局長       |
| 3    | 白智榮 | 2017年1月16日  | 2018年12月24日 |                                |
| 4    | 吳志超 | 2018年12月25日 | 2020年8月31日  |                                |
| 代理 | 陳宏益 | 2020年9月1日   | 2021年1月5日   | 副局長兼代理局長               |
| 5    | 陳宏益 | 2021年1月5日   | 現任           |                                |

## 外部連結
- 臺中市政府環境保護局 （页面存档备份，存于）（繁體中文）（英文）